# Monazit
Monazit är ett mineral och fosfat av metallerna cerium, lantan, neodym, praseodym med flera sällsynta metaller. Dessutom innehåller fosfatet i de flesta fall torium och ej sällan uran.

## Egenskaper
Monazit finns sporadiskt som mycket små korn i graniter och gnejser men påträffas främst i pegmatit, där mineralet dock inte heller är vanligt. I regel är monazit radioaktivt och påverkar en Geiger-Müllerräknare, dock inte så starkt som pechblände eller uraninit.

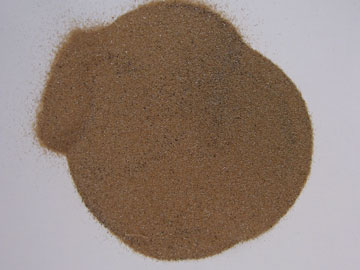
Monazitpulver

## Förekomst
I Sverige hittar man monazit sparsamt i Kårarvet, Dalarna, Holma i Lurs socken i Bohuslän och Högsbo i södra delen av Göteborg samt i Ruotevare, Jokkmokk, Lappland.
Bland andra områden med fyndorter kan nämnas Norge, Ural och Brasilien. I North Carolina, USA, finns mineralet i flodavlagringar som rundade korn och kan utvinnas genom vaskning på samma sätt som guld.

## Användning
Monazit används tillsammans med flera andra mineral, som innehåller liknande sällsynta grundämnen, för framställning av ceriumföreningar.